# Rio Cuiabá

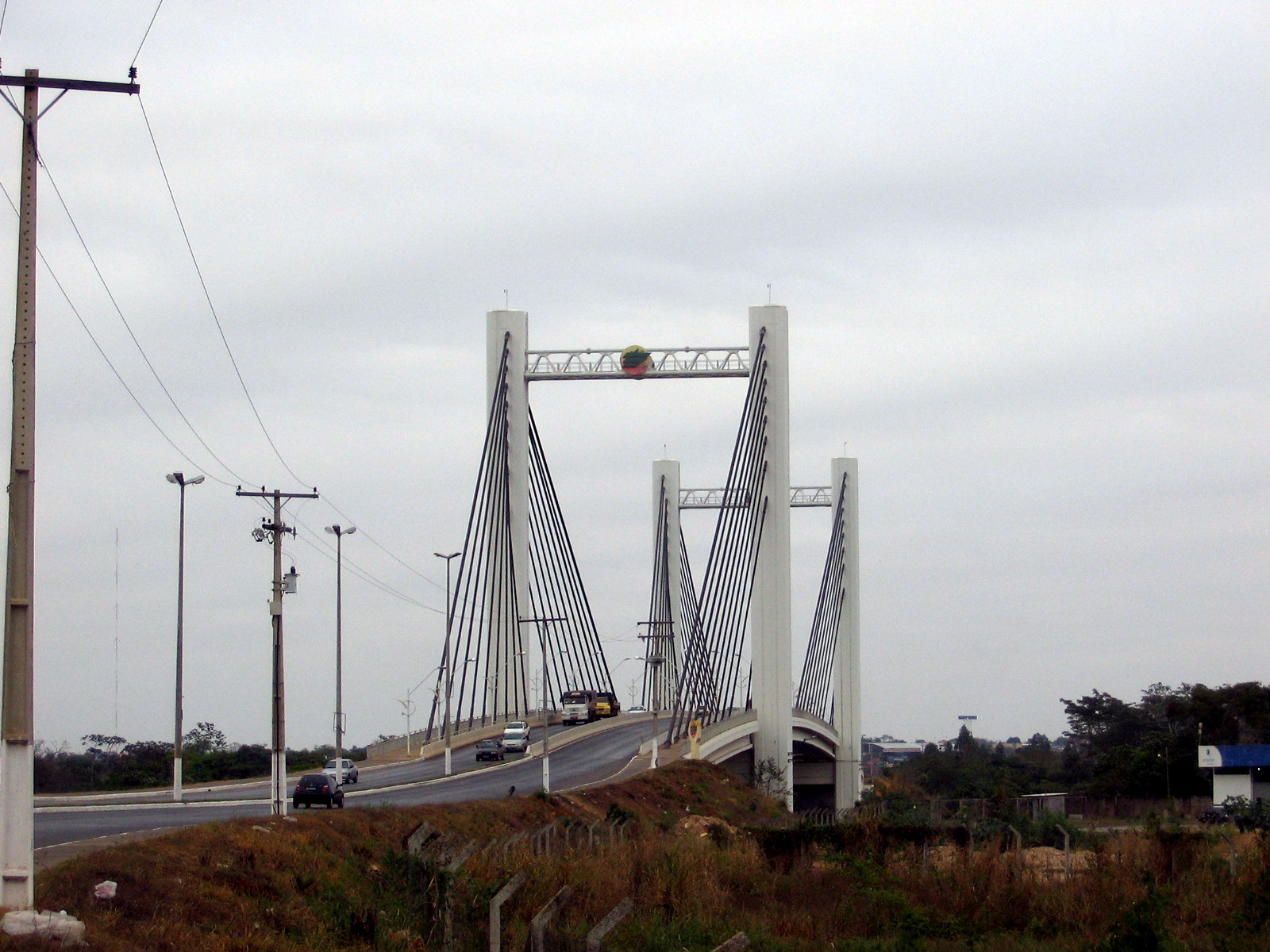
Ponte Sérgio Motta in Cuiabá

Der Rio Cuiabá ist ein brasilianischer Fluss im Bundesstaat Mato Grosso, Namensgeber der Stadt Cuiabá.
Der Fluss von 980 Kilometer Länge entspringt in der Serra azul nordöstlich von Rosário Oeste und bildet in seinem Unterlauf die Grenze zwischen den Bundesstaaten Mato Grosso und Mato Grosso do Sul. 
Von Cuiabá bis zu seiner Mündung in den Río Paraguay nördlich der Stadt Corumbá durchzieht er den Pantanal und ist schiffbar. Die bedeutendsten Zuflüsse sind linksseitig der Rio São Lourenço und der Rio Piqueri.
Am Fluss liegt Porto Jofre, der Endpunkt der Transpantaneira.